# Lutera fujiokai
Lutera fujiokai är en skalbaggsart som beskrevs av Yuiti Wada 1998. Lutera fujiokai ingår i släktet Lutera och familjen Rutelidae. Inga underarter finns listade i Catalogue of Life.